# Откович, Василий Петрович
Василий Петрович Отко́вич (1950—2017) — советский украинский искусствовед, доцент, лауреат Национальной премии Украины имени Тараса Шевченко, заслуженный деятель искусств Украины (2006), член Национального союза художников Украины. Младший брат художника-акварелиста Мирослава Отковича (1947-2021).

## Биография
Родился 20 июня 1950 года в селе Волчухи (ныне Львовская область, Украина). В 1965 году окончил с отличием Вовчуховскую восьмилетнюю школу, в 1969 году — отделение керамики Львовского училища прикладного искусства имени Ивана Труша. В 1970 году зачислен на должность экскурсовода в Львовский музей украинского искусства. В 1978 году окончил факультет теории и искусства КГХИ. В 1986 году принят в члены Львовской организации СХУ. В 1990 году вышла в свет монография «Народная течение в украинском живописи XVII—XVIII веков» и альбом «Иван Сколоздра. Живопись на стекле». В том же году назначен директором музея этнографии и художественного промысла. В 1991 году издан альбом «Украинское народное живопись XIII—XX веков» (в соавторстве с В. И. Свенцицкой). В 1993 году защитил в Киеве кандидатскую диссертацию на тему: «Народная течение в украинском живописи XVII—XVIII веков» (1993). Зам. профессора Львовской национальной академии искусств. В 1994 году назначен директором Национального музея во Львове. Заведующий кафедрой византологии Львовского национального университета имени И. Я. Франко (1999—2004). В 2001 году назначен начальником управления культуры Львовской облгосадминистрации, в 2003 году — директором Львовского государственного колледжа декоративного и прикладного искусства имени И. Труша до последних дней жизни.
Василий Петрович считал, что украинская икона — феноменальное творение национального гения. Иконопись, утверждал он, вместе с летописью стала источником познания гармонии между вечностью и временным, между духовным и земным. Для украинцев икона была кодексом моральных добродетелей, изобразительной энциклопедией знаний о мире. Он подчёркивал, что именно икона вдохновляла наших предков на восстановление независимости, на возрождение культуры в течение многих веков чужеземного порабощения. Откович, также, настаивал на том, что нужно возвращать в нашу историю вычеркнутые имена тех, кто утверждал украинский стиль. Он говорил, что так уже делали в литературе, вернув имена Маланюка, Багряного, Ольжича, Телиги, Осмачки и других. Василий Петрович был уверен, что сколько бы не говорили мы о богатстве нашей живописи, общественность поверит лишь тогда, когда перед глазами лягут капитальные живописные издания о великих людях украинской живописи, таких как Труш, Нарбут, Мурашко, Бойчук, Глущенко, Шишко, Яблонская и многие другие.

## Награды и премии
- Государственная премия Украины имени Тараса Шевченко (1995) — за альбом «Украинская народная живопись XIII—XX веков»
- Орден «За заслуги» ІІІ степени (1999)[2]
- Заслуженный деятель искусств Украины (2006)
- Орден «За заслуги» ІІ степени (2017)[3]

## Семья
- жена — Людмила Мирославовна Павлышина, художница.
- дочь — Наталья Откович, художница.
- сын — Мирослав Откович, журналист.